# Baltasar Brum (Urugwaj)
Baltasar Brum – miasto w Urugwaju, w departamencie Artigas.